# Voci (Zucchero Fornaciari)
Voci (Namanama Version) è un singolo del cantautore italiano Zucchero Fornaciari, estratto dal tredicesimo album in studio Black Cat.
È stato pubblicato il 25 marzo 2016 come singolo di lancio per il mercato internazionale e il 16 settembre dello stesso anno come terzo singolo estratto per quello italiano, in concomitanza con l'inizio del Black Cat World Tour.

## Descrizione
Musicalmente parlando, Voci risulta essere un brano folk influenzato dalla musica elettronica, caratterizzato da alcuni cori che richiamano immediatamente e volutamente l'incipit della canzone dalla quale sono stati campionati, ossia Ignorant Boy, Beautiful Girl del cantautore svedese Loney, Dear.
La struttura del brano, definita «insolita» dal sito web Rockol, risulta essere un flusso continuo di parole che vede dapprima il cantautore riferirsi inizialmente alle voci della natura, nella quale si riconoscono i tratti distintivi della Pianura Padana, passando successivamente a riflessioni più generali. L'intero testo contiene inoltre alcuni estratti della poesia Tu non sei di Gino Belli, amico di Zucchero.

## Video musicale
Il video, presentato come "Capitolo XII" nei secondi iniziali e realizzato dal regista Gaetano Morbioli, è stato reso disponibile il 18 aprile 2016.. È stato girato in parte presso il Museo regionale veneto della bonifica in località Ca' Vendramin, sul delta del Po, e in parte a Verona.

## Tracce
1. Voci (Namanama version) – 3:47 (testo: Zucchero – musica: Zucchero, Loney, Dear) – contiene estratti dalla poesia "Tu non sei" di Gino Belli